# Ширмахер, Кете
Кете (Кате) Ширмахер (нем. Käthe Schirmacher; 6 августа 1865, Данциг, провинция Пруссия — 18 ноября 1930, Мерано, Венеция Тридентина) — немецкая писательница, журналистка, феминистка и политик, которая считалась одной из ведущих защитниц прав женщин и международного женского движения в 1890-х годах.

## Биография
Кете Ширмахер родилась 6 августа 1865 года в городе Данциге; она была дочерью богатого купца, но её семейное состояние было потеряно в 1870-х годах в самом начале ее жизни и девушке пришлось рассчитывать только на себя.
Ширмахер стала одной из первых женщин в Германии, получивших докторскую степень, обучаясь в Сорбонне и с осени 1893 года по весну 1895 года в Германии и получив докторскую степень по романоведению в Цюрихе под руководством Генриха Морфа. То, что было неизвестно публике, была её гомосексуальность. На протяжении своей жизни у Ширмахер было несколько партнеров, но все свое время в Цюрихе она провела с Маргарет Бём.
В 1899 году Ширмахер была одним из основных основателей Ассоциации прогрессивных женских организаций в Берлине. В 1904 году она также была связана с Международным союзом женщин. В этот период между 1890-ми и началом 1900-х годов Ширмахер путешествовала по Европе и Соединенным Штатам и читала лекции о немецкой культуре и женских проблемах. Одной из вещей, о которых писала и читала лекции Ширмахер, была идея «современной женщины». Как в своих лекциях, так и в личных письмах она выразила необходимые черты современной женщины; они освещены в «Die moderne Frauenbewegung» («Движение за права современных женщин», 1909 год).

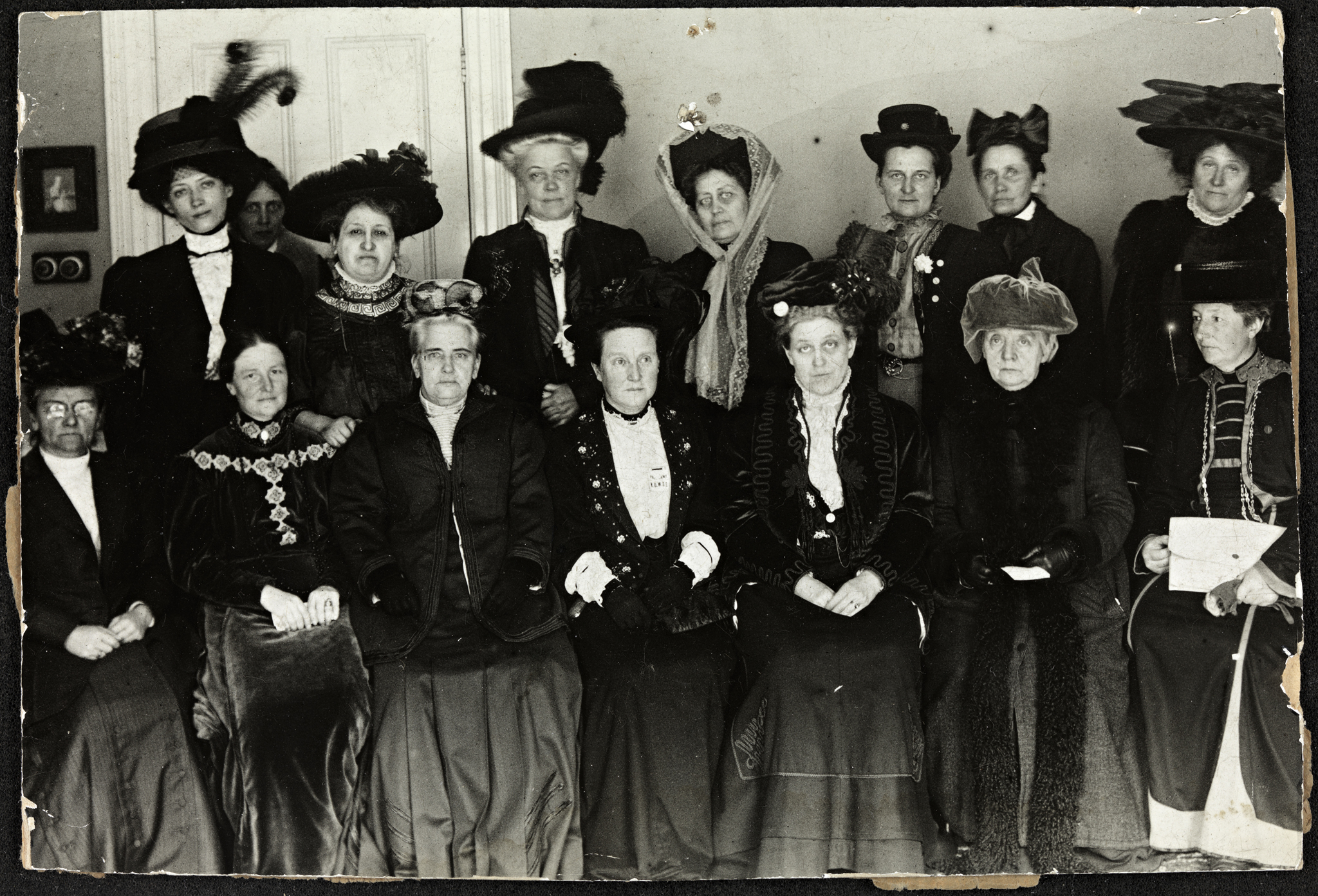
Конгресс Альянса за избирательное право под председательством Фосетт, Лондон, 1909 год. Верхний ряд слева: Даугор, Тора (Дания), Квам, Луиза (Норвегия), Алетта Якобс (Нидерланды), Энни Фурухьельм (Финляндия), Мадам Мирович (Россия), Кете Ширмахер (Германия), Хонеггер, Клара (Швейцария), не идентифицирована. Нижний ряд слева: не идентифицирована, Анна Бугге (Швеция), Шоу, Анна Говард (США), Миллисент Фосетт (Председатель, Англия), Керри Чапмен Кэтт (США), Квам, Фредрикка Мари (Норвегия), Анита Аугспург (Германия).

Первый заключался в том, что в сфере образования и обучения женщины должны пользоваться теми же возможностями, что и мужчины. Второй диктовал, что в сфере труда женщины должны иметь свободу выбора любого занятия и получать вознаграждение наравне с любым мужчиной. В-третьих, женщинам следует предоставить полный правовой статус перед законом и полную гражданскую дееспособность. Четвертый был в социальной сфере: признание ценности женского труда, будь то дома или в профессиональных кругах. 

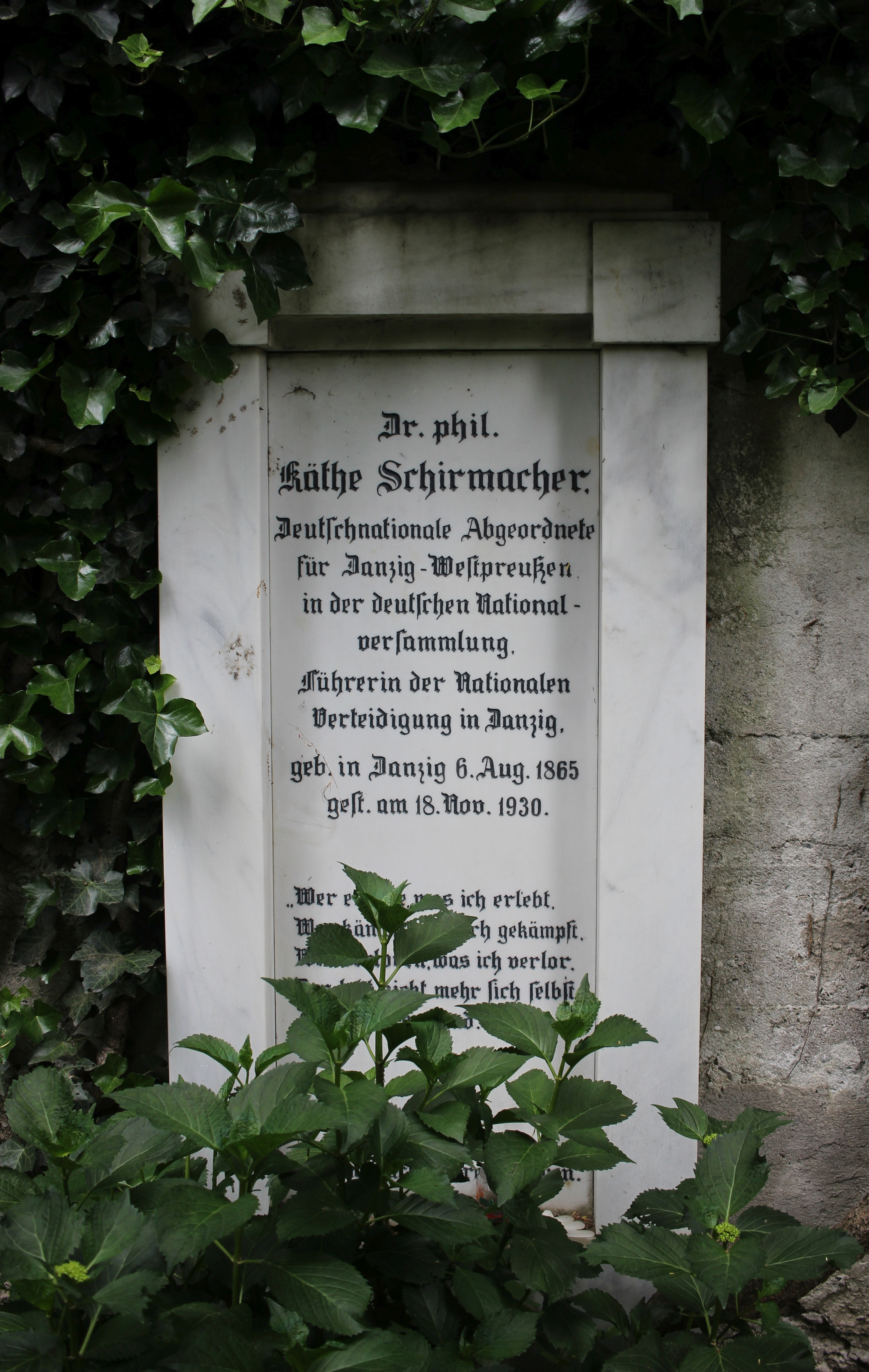
Могила Ширмахер

Для её времени это были крайне радикальные взгляды, но в 1904 году Ширмахер обратилась к еще более крайним политическим кругам политической и начала выражать националистические настроения. Это был тот же год, когда Ширмахер начала разрывать свои связи с левыми группами, которые она основала, возглавила и организовала. В 1913 году, с перспективой войны и волной национализма, захлестнувшей Западную Европу, Ширмахер почти полностью порвала свои связи с женскими организациями.
В начале Первой мировой войны Ширмахер участвовала в написании и публикации немецкой пропаганды, в основном в виде брошюр, которые распространялись по Германии и Франции.
После войны Ширмахер была связана с правой Немецкой национальной народной партией (DNVP); она разделяла их националистические и антисемитские взгляды.
Кете Ширмахер умерла 18 ноября 1930 года в Мерано.

## Избранная библиография
- The Libertad. Novella Publishing House Magazine, Zurich, 1891. 81 p.
- The International Women's Conference in Chicago 1893. A lecture held in which the intellectuals and leaders of the International Women's Movement (IWM) gathered. Schirmacher was one of the lecturers featured.
- Le Féminisme Aux États-Unis, En France, Dans La Grande-Bretagne, En Suède Et En Russie: Questions Du Temps Présent (1898)
- Die Frauenbewegung, "The Women's Movement, Their Causes and Means" (1902)
- Die moderne Frauenbewegung (The Modern Woman's Rights Movement, 1909)
- Die Suffragettes (1912).